# Saint-Martin-de-Pallières
Saint-Martin-de-Pallières (före 4 augusti 2012 enbart Saint-Martin) är en kommun i departementet Var i regionen Provence-Alpes-Côte d'Azur i sydöstra Frankrike. Byn är belägen på en topp i berget Pallières och domineras av slottet som ligger högst. Byns övriga hus sprider sig i solfjädersform över bergets nordsida. Det finns en lågstadieskola och sedan 2009 en kombinerad speceriaffär och bistro. År 2022 hade kommunen 271 invånare.

## Geografi
Kommunen ligger i de västra delarna av departementet Var i Provence. Den är belägen längs vägen D561, 20 km norr om Saint-Maximin-la-Sainte-Baume. Saint-Martin-de-Pallières gränsar till kommunerna Esparron, La Verdière, Varages, Brue-Auriac och Seillons-Source-d'Argens.

## Historia
Området är bebott sedan stenåldern och på romartiden låg det romerska jordbruksvillor i dalen. Efter romarrikets fall blev trakten osäker. Befolkningen flyttade upp på berget och byggde en befästning vid vilken bostäderna placerades. Slottets äldsta delar är från 1000-talet.
Digerdöden drabbade 1348 byn hårt och den övergavs för att på 1500-talet åter befolkas. Under 1600 och 1700-talen förvandlades den feodala borgen till ett bekvämt slott för adelsmännen. De flesta av byns hus och nuvarande kyrkan, Notre-Dame de l’Assomption, namngiven efter Jungfru Marie himmelsfärd, är från den här tiden. Kyrkan är skyddad och klassad i det franska byggnadsminnesregistret Monument historique, historiskt monument.
1830 byggdes kyrkans klockstapel och 1838 nådde befolkningen sin hittills högsta nivå 472 invånare. Antalet sjönk under en rural utvandring som inleddes 1841. 1889 invigdes järnvägen mellan Draguignan – Meyrargues, en del av Ligne Central-Var, även kallad ”pinje-linjen”, och Saint-Martin var en av hållplatserna. Från 1980-talet har flera skandinaver skaffat semesterboende i byn.

## Slottet
Slottet köptes av François de Laurens i början av 1600-talet. Det var kvar i deras ägo fram till 1774. De Laurens enda dotter gifte sig då med kavalleriofficeren Gilles Dominique de Boisgelin. Familjen de Boisgelin är än idag ägare av slottet.
Under franska revolutionen användes slottet som sjukhus av revolutionsarmén. Det och att slottet var så bastant byggt skonade det från total demolering, även om tornen revs. Slottet restaurerades 1820 och tornen byggdes upp igen. Slottets östra flygel tillkom under en ombyggnad 1865 tillsammans med det västra tornet.

## Befolkningsutveckling
| Befolkningsutvecklingen i Saint-Martin-de-Pallières 1968–2021 | Befolkningsutvecklingen i Saint-Martin-de-Pallières 1968–2021 | Befolkningsutvecklingen i Saint-Martin-de-Pallières 1968–2021 | Befolkningsutvecklingen i Saint-Martin-de-Pallières 1968–2021 | Befolkningsutvecklingen i Saint-Martin-de-Pallières 1968–2021 |
| ------------------------------------------------------------- | ------------------------------------------------------------- | ------------------------------------------------------------- | ------------------------------------------------------------- | ------------------------------------------------------------- |
|                                                               |                                                               |                                                               |                                                               |                                                               |
| År                                                            |                                                               |                                                               | Folkmängd                                                     |                                                               |
| 1968                                                          | 1968                                                          |                                                               | 98                                                            |                                                               |
| 1975                                                          | 1975                                                          |                                                               | 102                                                           |                                                               |
| 1982                                                          | 1982                                                          |                                                               | 116                                                           |                                                               |
| 1990                                                          | 1990                                                          |                                                               | 142                                                           |                                                               |
| 1999                                                          | 1999                                                          |                                                               | 152                                                           |                                                               |
| 2007                                                          | 2007                                                          |                                                               | 199                                                           |                                                               |
| 2015                                                          | 2015                                                          |                                                               | 248                                                           |                                                               |
| 2021                                                          | 2021                                                          |                                                               | 259                                                           |                                                               |

## Kommunvapen
Kommunens vapen har ett fält av guld med ett grönt lagerbladsträd. Ovanför det finns en blå ginstam, ett smalare horisontellt fält som är beläget överst, med tre stjärnor i guld. Stjärnorna är bjälkvis ordnade, det vill säga ligger på rad.
Blasoneringen på franska lyder:
D'or au laurier de sinople, au chef d'azur chargé de trois étoiles du champ

## Bildgalleri

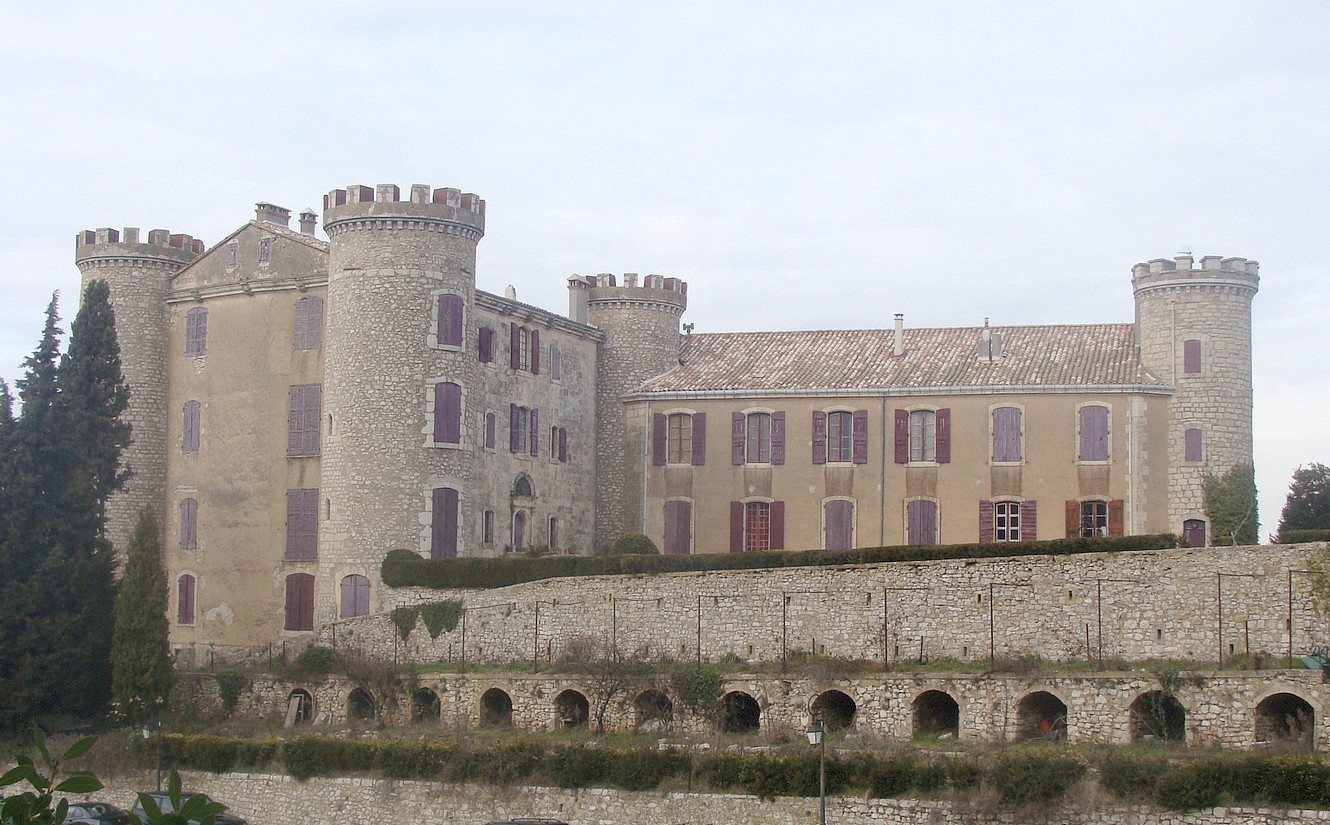
Slottet från slottsparken
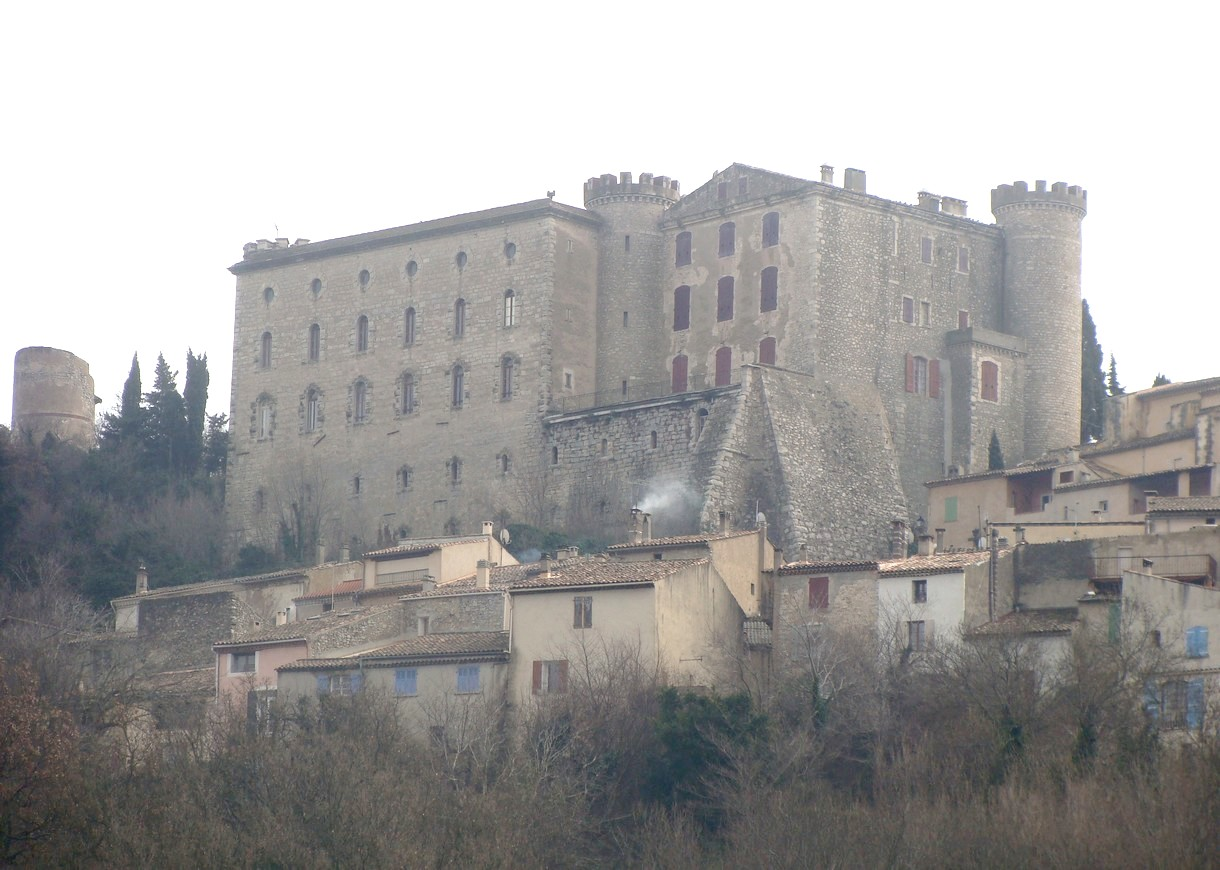
Slottet från byn
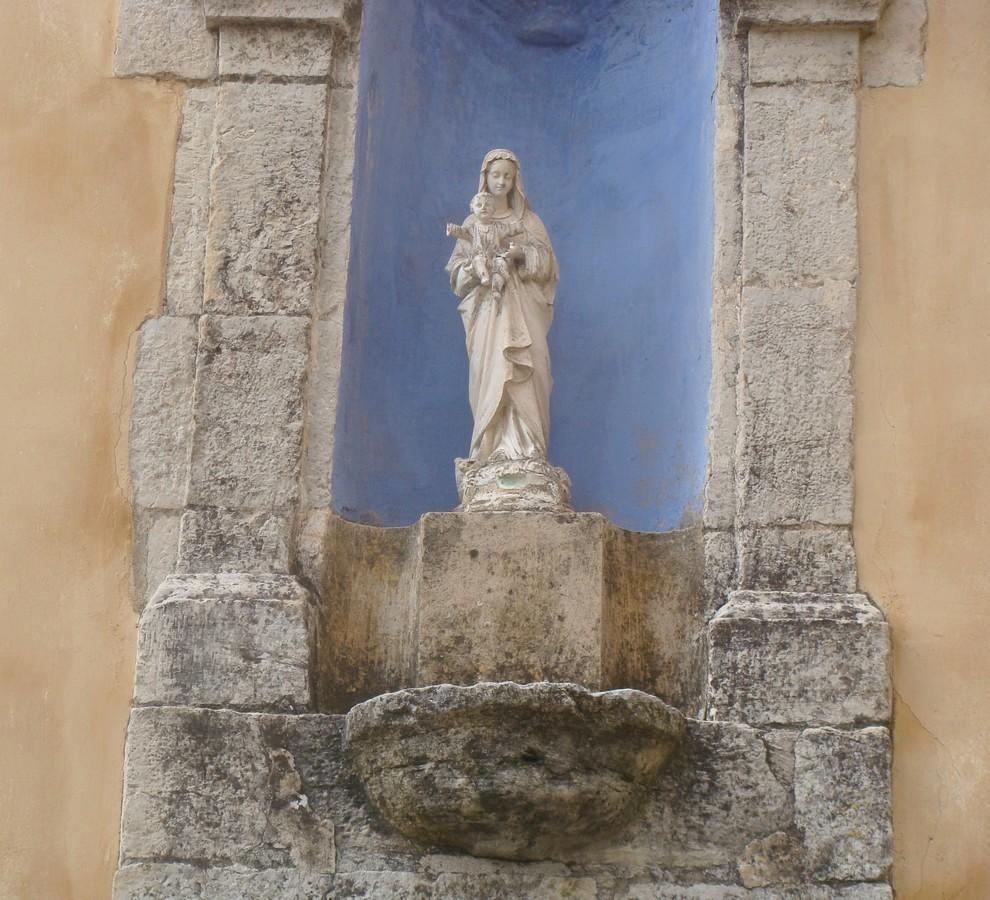
Nisch med Maria och Jesusbarnet på kyrkan
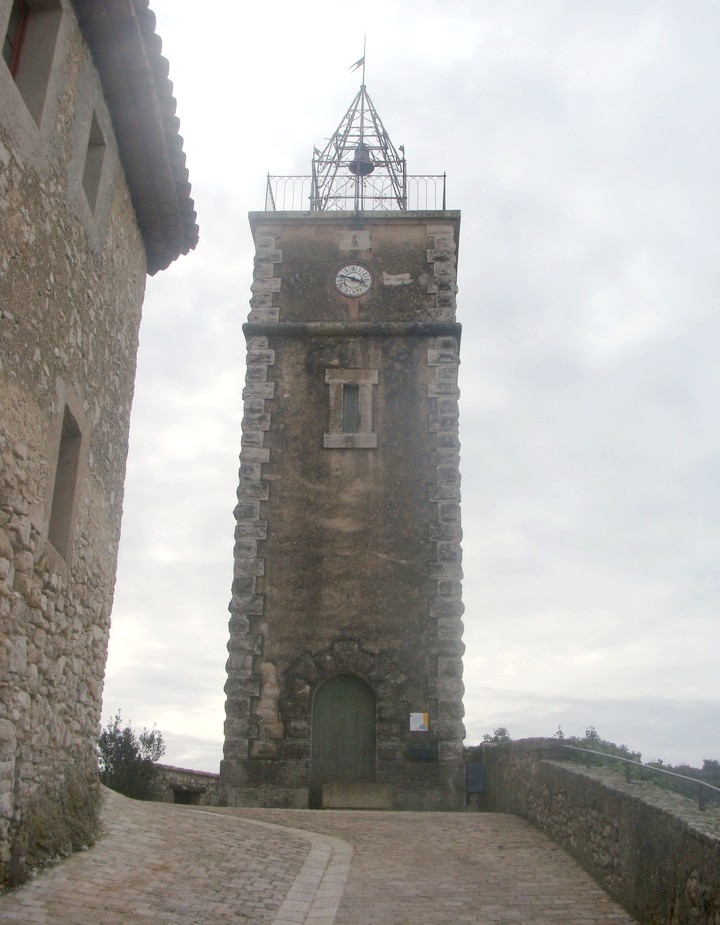
Klocktornet